# Комі-перм'яцька Вікіпедія
Комі-перм'яцька Вікіпедія (комі-перм. Перем коми Википедия) — розділ Вікіпедії комі-перм'яцькою мовою. Створена у 2010 році. Комі-перм'яцька Вікіпедія станом на 27 березня 2025 року містить 3468 статей, 9283 зареєстрованих користувачів, 14 активних дописувачів, 1 адміністратора
. Загальна кількість сторінок в комі-перм'яцькій Вікіпедії — 12 972, редагувань — 62 868, мультимедійні файли відсутні
. Глибина (рівень розвитку мовного розділу) комі-перм’яцької Вікіпедії середня і становить 36.4 пунктів
.

## Історія
- Липень 2009 — створена 100-та стаття (у Вікіінкубаторі)[2].
- Травень 2011 — створена 1 000-на стаття[2].
- Червень 2011 — створена 2 000-на стаття[3].